# Greatest Hits 1990-1999: A Tribute to a Work in Progress...
Greatest Hits 1990-1999: A Tribute to a Work in Progress... è una compilation del gruppo musicale statunitense The Black Crowes, pubblicato il 20 giugno 2000 dalle American Recordings e Columbia Records.

## Tracce
Testi e musiche di Chris Robinson e Rich Robinson, eccetto dove indicato.
1. Jealous Again – 4:34
2. Twice As Hard – 4:09
3. Hard to Handle – 3:08 (Otis Redding, Allen Jones, Alvertis Isbell)
4. She Talks to Angels – 5:29
5. Remedy – 5:24
6. Sting Me – 4:41
7. Thorn in My Pride – 6:05
8. Bad Luck Blue Eyes Goodbye – 6:30
9. A Conspiracy – 4:46
10. Wiser Time – 5:33
11. Good Friday – 3:51
12. Blackberry – 3:26
13. Kickin' My Heart Around – 3:41
14. Go Faster – 4:03
15. Only a Fool – 3:44
16. By Your Side – 4:28

## Classifiche
| Classifica (2000) | Posizione massima |
| ----------------- | ----------------- |
| Stati Uniti       | 143               |